# Patrice de Peretti
Patrice de Peretti dit Depé (né à Marseille le 11 mars 1972, décédé dans la même ville le 28 juillet 2000) est un supporter ultra du club français de football de l'Olympique de Marseille. Il est parfois surnommé le « supporter numéro un de l'OM ». 

## Biographie
Patrice de Peretti grandit dans une famille bien intégrée économiquement et socialement, installée dans le quartier de la Belle de Mai. Son père est dessinateur industriel dans une entreprise de fabrication de produits agrochimiques et sa mère, après avoir élevé ses deux fils, travaille dans une crèche située dans les quartiers nord. Au cours de son adolescence, ses parents font l’acquisition d’une maison située dans un agréable lotissement privé d’Allauch, une commune limitrophe de Marseille réputée pour sa tranquillité et sa qualité de vie. Le schème de la vocation ou de la prédestination n’est pas pertinent ici. Ses parents ne suivent pas particulièrement le football. Ils éprouvent même quelques réticences à l’égard de ce sport, ayant été profondément marqués par la tragédie du Heysel. 
Surnommé « Depé », il met pour la première fois les pieds au Stade Vélodrome en 1987 et devient rapidement membre de l'association de supporters des South Winners (nom faisant allusion au virage sud du stade). Très assidu, il participe à tous les déplacements organisés par cette structure. 
Lors d'un déplacement en Grèce en 1989, à l'occasion d'un match de l'OM contre l'AEK Athènes, un petit groupe de supporters grecs attire son attention : en signe de soutien, ils sont tous torse nu. Dès lors, il décide de les imiter et d'assister lui aussi torse nu aux matchs disputés par l'équipe marseillaise, où qu'ils aient lieu et quelle que soit la température extérieure. Ainsi impressionne-t-il en 1992 lors du match de phases de poule face au CSKA Moscou qui se jouait à Berlin pour des raisons climatiques en restant torse nu par −12 °C durant toute une rencontre.
Ayant déjà fait l'objet de mentions dans certains articles, Le Provençal (futur La Provence) publie un portrait de lui dans une de ses éditions d'avril 1993. Lorsque Marseille devient champion d'Europe un mois plus tard, au Stade Vélodrome, Depé soulève la coupe sous des tonnerres d'applaudissements. Il était apprécié des joueurs, des autres supporters, des équipes techniques et du président, Bernard Tapie, malgré les excès dont il peut faire preuve : sa seule présence attire les médias et l'attention du public, garantissant quasiment les ventes de billets d'entrée au stade et renforçant les probabilités de l'audimat et avec eux, le résultat commercial du club de sport. À tel point que Bernard Tapie se sentit un jour obligé de le faire libérer d'une interpellation un soir de match, sous peine de devoir affronter l'ire des fans voire de devoir reporter la rencontre.
En 1994, Patrice de Peretti décide de quitter les South Winners et créer son propre groupe « MTP » (Marseille Trop Puissant) pour lequel il obtient des places en haut du virage nord, à côté du club de supporters des Dodgers. Son groupe aura pour devise « Y a pas d’arrangement » et comptera 3 000 membres,.
Il meurt subitement le 28 juillet 2000, d'une rupture d'anévrisme.  

## Hommages

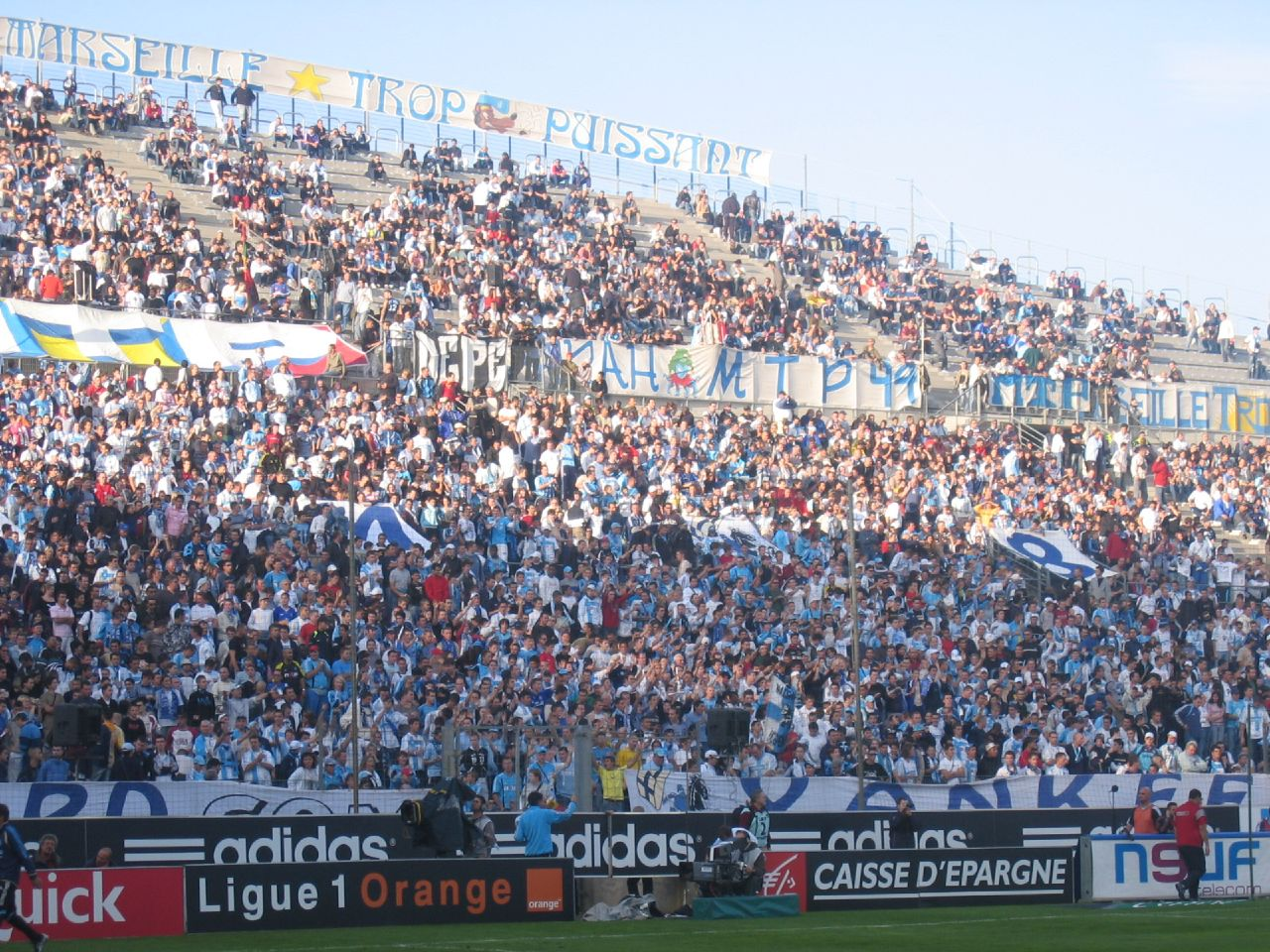
La tribune Patrice de Peretti, surnommée "virage Nord", en marge d'un match OM-Lille en 2005.

En guise d'hommage, le virage nord du Stade Vélodrome – portant jusque là le nom du boxeur marseillais Ray Grassi (1930-1953) – est rebaptisé à son nom en juillet 2002, bien qu'il n'ait jamais rapporté directement de victoire ou de médaille à la ville de Marseille. C'est la première fois en France qu'une tribune d'un stade porte le nom d'un supporter.
Un tournoi de football dénommé « challenge Patrice de Peretti » a existé durant quelques années dans le cadre de la fête annuelle du Plateau organisée dans le quartier de la Plaine, où est implanté le siège des MTP.
Un chant a également été créé en sa mémoire au sein du virage Nord. Au moment de l'entonner, les supporters de tous les groupes, vers la 72ème minute (en référence à son année de naissance), lèvent le poing en l'air et reprennent en cœur et sans micro : « Et chanter comme Depé ! Sans jamais rien lâcher ! Notre amour du maillot ! Allez, allez oh oh ! Allez, allez oh oh ! ». Ce chant a été initié par les Fanatics (autre groupe de supporters du virage Nord) lors d’une réception du Borussia Dortmund en Ligue des champions lors de la saison 2011-2012.  
En 2012, il est la seule individualité à bénéficier d’un article complet illustré par quatre photographies, dont une pleine page, dans un hors-série du magazine So Foot consacré aux supporters. Pour les vingt ans de son décès, un documentaire intitulé Virage Depé est publié sur la chaîne YouTube de l'OM en 2020 et un tifo est dressé à son honneur dans le virage Nord. 

## Engagement
Depé était un homme très militant et engagé et faisait transparaître cela dans sa vie quotidienne. Sous sa direction, le groupe n’assure aucune vente de gadgets ou de vêtements comme c’est le cas dans d’autres associations. Il fixe un seuil à 3 000 adhérents, souhaite que les MTP soient ouverts aux jeunes des quartiers populaires de Marseille (voire des secteurs les plus difficiles) et porte un discours antiraciste affirmé. Il s’arrange avec les agents de sécurité pour faire entrer gratuitement au stade le plus grand nombre de « minots ». « Homme au grand cœur », il n’est pas un gestionnaire et entretient un rapport charismatique à l’argent. La manne financière générée par la vente des abonnements est redistribuée sous des formes diverses : création de petits emplois pour ses amis, organisation de fêtes, aides au financement des déplacements afin de suivre l’OM « à l’extérieur » pour les adhérents les plus défavorisés. À l’occasion de ses 25 ans, il paye intégralement la location d’un car pour aller soutenir l’OM à Guingamp. Finalement, il accorde une grande indifférence à sa propre réussite matérielle : quand il n’est pas torse nu au stade, son aspect vestimentaire porte la marque de la modestie ; il ne possède ni voiture, ni appartement.
Depuis 2019, une association organise des maraudes pour aider les sans-abri (distribution de nourriture et de vêtements, premiers soins, coiffure...) sous le nom de "mentalité virage Depé", en hommage à cet engagement.
Lié d'amitié avec Manu Chao, chanteur du groupe franco-espagnol Mano Negra, il apparaît brièvement dans le clip de la chanson Santa Maradona que celui ci tourne à Marseille.

### Biographie
- Ludovic Lestrelin, « « Depé » : Un supporter icône de l’Olympique de Marseille », Ethnologie française, vol. 3, no 163,‎ 2016, p. 483-494 (DOI 10.3917/ethn.163.0483)

### Vidéographie
- Gilles Rof (réal.), Mickaël Rubin et Hadrien Mermet (prise de vue), Laurence Generet (montage), Lionel Briot (photo), Ferveur Depé, 13 au sud (production), 2010, [lire en ligne]